# 5800 Pollock
5800 Pollock (1982 UV1) là một tiểu hành tinh vành đai chính được phát hiện ngày 16 tháng 10 năm 1982 bởi A. Mrkos ở Klet.